# Chevrolet Special

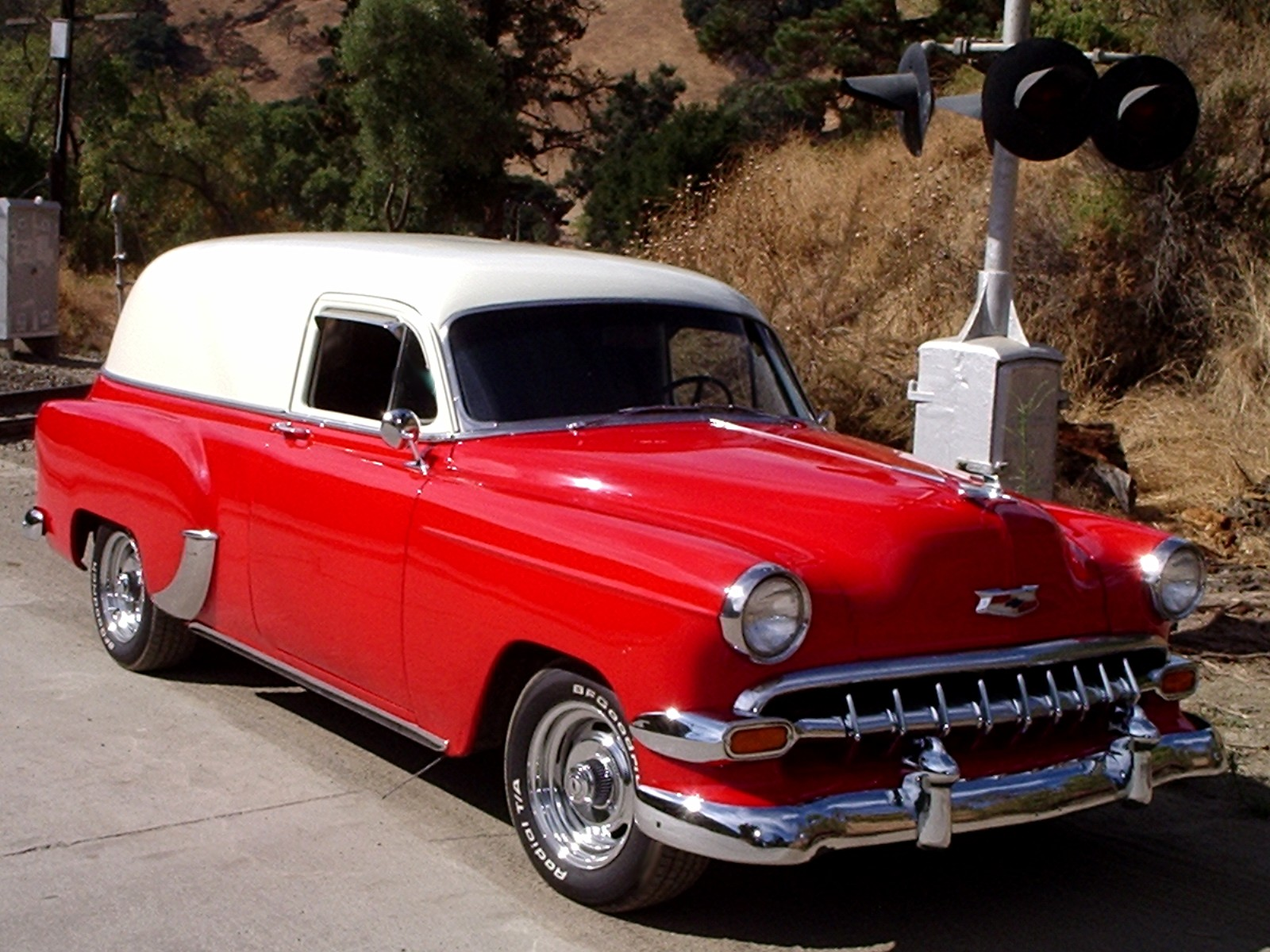
Una Chevrolet Special 150 del 1954

La Special è un'autovettura mid-size prodotta dalla Chevrolet dal 1949 al 1957. Dal 1953 al 1955 il nome cambiò in Special 150, mentre dal 1955 al 1957 la denominazione della vettura fu One-Fifty. 

## Il contesto
La Special fu principalmente concepita per essere impiegata nelle flotte aziendali. Il modello venne acquistato specialmente da clienti che desideravano una vettura economica. La Special fu popolare anche come auto della polizia, mezzo governativo, auto per piccoli uomini d'affari,  modello per utenti molto attenti all'economia di esercizio e auto per patiti dell'hot rod. Negli anni in cui fu in produzione, la Special vendette meno della 210 o della Bel Air.

## La vettura

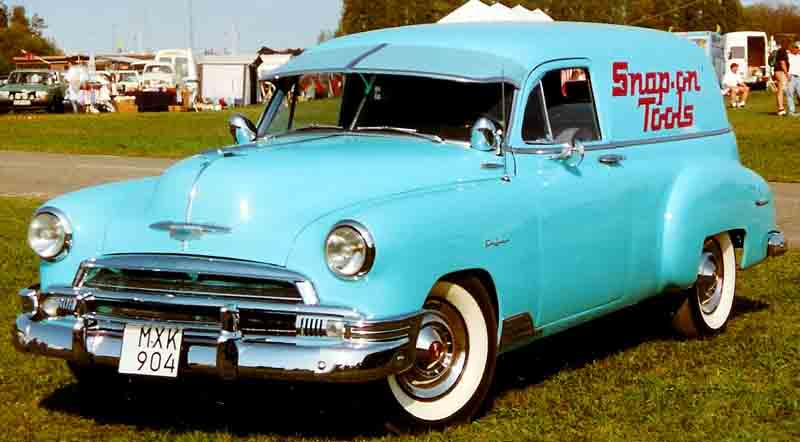
Una Chevrolet Special del 1951 sedan delivery

La Special aveva un equipaggiamento circoscritto all'essenziale. Possedeva optional limitati, un allestimento austero, una verniciatura con colori pastello, una tappezzeria robusta e durevole, e dei tappetini in gomma. Accessori tipo il posacenere, l'accendisigari e persino gli specchietti, erano offerti tra gli optional. Rispetto alla 210, che era di media categoria, ed alla Bel Air, che si posizionava invece al top, la Special era sobria e austera. Negli ultimi anni in cui fu in commercio, la One-Fifty ricevette un miglior equipaggiamento, degli interni più ricercati e delle decorazioni laterali in acciaio. Queste ultime derivavano da quelle della Bel Air dell'anno precedente. Al modello venne migliorato l'allestimento a seguito della scelta della Chevrolet di dotare tutte le proprie vetture di un equipaggiamento superiore.
La scelta tra i tipi di carrozzeria era limitata alle berline due e quattro porte, alle familiari multiuso e alle coupé due porte. I soli due tipi di corpi vettura specifici per la Special erano decisamente orientati verso l'utilizzo del modello come veicolo di flotte aziendali; essi furono la sedan delivery (cioè una familiare a due porte senza i finestrini posteriori e priva della fila di sedili posteriore) e la business sedan (una berlina due porte con i finestrini posteriori bloccati e senza la fila posteriore di sedili). Le scelte riguardo al gruppo motopropulsore erano limitate a cambi manuali ed a motori poco potenti. Dal 1949 al 1952 la versione hatchback fu denominata Fleetline, mentre alcuni modelli speciali furono chiamati Styleline.
Nel 1957 fu preparata una versione da competizione, che era conosciuta con il soprannome vedova nera per la verniciatura bianca e nera della carrozzeria. Questa vettura da gara era equipaggiata da freni sulle quattro ruote potenziati, da ruote a 6 fori e da ammortizzatori a doppio effetto.

## Caratteristiche tecniche

### 1949-1953
Nell'anno del debutto, la Special venne dotata di un motori a sei cilindri in linea da 3.548 cm³ di cilindrata che erogava 90 CV di potenza. Il cambio era manuale a tre rapporti. Nel 1951 fu operato un lieve facelift.

### 1953–1954
Il 1953 fu il primo anno di commercializzazione della Special 150. Nel biennio 1953/54 il modello rimase pressoché immutato eccetto che nel cambio di denominazione della coupé, che dal 1954 fu chiamata utility sedan. Nel 1953 la Special 150 ebbe in dotazione solamente il motore base.

#### Il gruppo motopropulsore
Nel biennio 1953/54 vennero montati tre tipi di motore, anche se non vennero offerti tutti contemporaneamente. Tutte le Special del 1953 avevano installato un cambio manuale sincronizzato a tre rapporti. Sul modello, fu disponibile dal 1954 il cambio automatico Powerglide a due rapporti.
I [motori disponibili furono:
- 3.850 cm³ di cilindrata, modello "Thrift-master", sei cilindri in linea erogante 93 CV di potenza (disponibile solo sulle sedan delivery del 1953);
- 3.850 cm³, "Thrift-King", sei cilindri in linea erogante 108 CV[1]  (motore standard nel 1953);
- 3.850 cm³, "Blue Flame", sei cilindri in linea erogante 115 CV (motore standard nel 1953);
- 3.858 cm³, "Blue Flame", sei cilindri in linea, rapporto di compressione di 7,5:1, erogante 125 CV (motore standard nel 1954);

Il motore era installato anteriormente, mentre la trazione era posteriore.

### 1955
Nel 1955 venne introdotto un nuovo telaio e debuttò il motore V8 Small-Block. Gli acquirenti della Special 150 erano liberi di scegliere il gruppo motopropulsore più gradito. La versione "business sedan" fu rinominata "utility sedan". A differenza della 210 e della Bel Air, la Special 150 non possedeva le decorazioni esterne in acciaio.

#### Motori
- 3.850 cm³ di cilindrata, modello "Blue Flame", sei cilindri in linea erogante 123 CV di potenza (disponibile solo con cambio manuale);
- 3.850 cm³, "Blue Flame", sei cilindri in linea erogante 136 CV (disponibile solo con cambio automatico);
- 4.341 cm³, "Turbo-Fire", V8, valvole in testa, 162 CV o 180 CV  (disponibile come "optional");

#### Cambi
- manuale a tre rapporti sincronizzati;
- manuale a tre rapporti sincronizzati con overdrive;
- automatico "Powerglide" a due rapporti.

### 1956
Le scelte per quanto riguarda i motori rimasero le stesse, tranne che per i propulsori più potenti. Il motore V8 da 4.341 cm³ di cilindrata era disponibile in tre differenti versioni. Il propulsore a sei cilindri in linea fu proposto in una versione unificata, indipendentemente dal tipo di cambio utilizzato.

#### Motori
- 3.850 cm³ di cilindrata, modello "Blue Flame", sei cilindri in linea erogante 140 CV di potenza;
- 4.341 cm³, "Turbo-Fire", V8, valvole in testa, 170 CV;
- 4.341 cm³, "Turbo-Fire", V8, valvole in testa, carburatore a quadruplo corpo, 210 CV;
- 4.341 cm³, "Turbo-Fire", V8, valvole in testa, carburatore a quadruplo corpo, 225 CV;

#### Cambi
- manuale a tre rapporti sincronizzati;
- manuale a tre rapporti sincronizzati con overdrive;
- automatico "Powerglide" a due rapporti.

### 1957
Nel 1957 fu introdotto il nuovo motore V8 Small-Block da 4.635 cm³ di cilindrata. Era disponibile una versione ad iniezione. La One-Fifty del 1957 aveva un allestimento laterale simile a quello della Bel Air del 1955. Nel 1957 vennero assemblati 56.266 esemplari di Chevrolet One-Fifty versione berlina quattro porte, e circa 75.000 di versione a due porte.

#### Motori
- 3.850 cm³ di cilindrata, modello "Blue Flame", sei cilindri in linea erogante 140 CV di potenza;
- 4.341 cm³, "Turbo-Fire", V8, valvole in testa, 162 CV;
- 4.635 cm³, "Super Turbo-Fire", V8, valvole in testa, 185 CV;
- 4.635 cm³, "Super Turbo-Fire", V8, valvole in testa, carburatore a quadruplo corpo, 220 CV;
- 4.635 cm³, "Super Turbo-Fire", V8, valvole in testa, doppio carburatore a quadruplo corpo, 270 CV;
- 4.635 cm³, "Super Turbo-Fire", V8, valvole in testa, iniezione "Rochester", 283 CV;

#### Cambi
- manuale a tre rapporti sincronizzati;
- manuale a tre rapporti sincronizzati con overdrive;
- automatico "Powerglide" a due rapporti;
- cambio continuo "Turboglide".

## La Chevrolet Special nel collezionismo
In generale, sul mercato collezionistico, le Special hanno un valore inferiore rispetto a quello delle 210 e delle Bel Air, ma le rare versioni sedan delivery o utility sedan possono avere un prezzo relativamente elevato, soprattutto i modelli del 1957 ad iniezione, anche se questi ultimi sono perlopiù versioni successivamente modificate di vetture standard. Le Special con motore V8 sono popolari tra i cultori dell'hot rod, grazie al loro peso contenuto ed il prezzo basso.

## La Special nei media
- In ambito videoludico, la Special compare nel videogioco Test Drive: Eve of Destruction (dove viene denominata Empire).[2]